# Aulacorthum nepetifolii
Aulacorthum nepetifolii är en insektsart. Aulacorthum nepetifolii ingår i släktet Aulacorthum och familjen långrörsbladlöss. Inga underarter finns listade i Catalogue of Life.